# Barra para plantar árboles

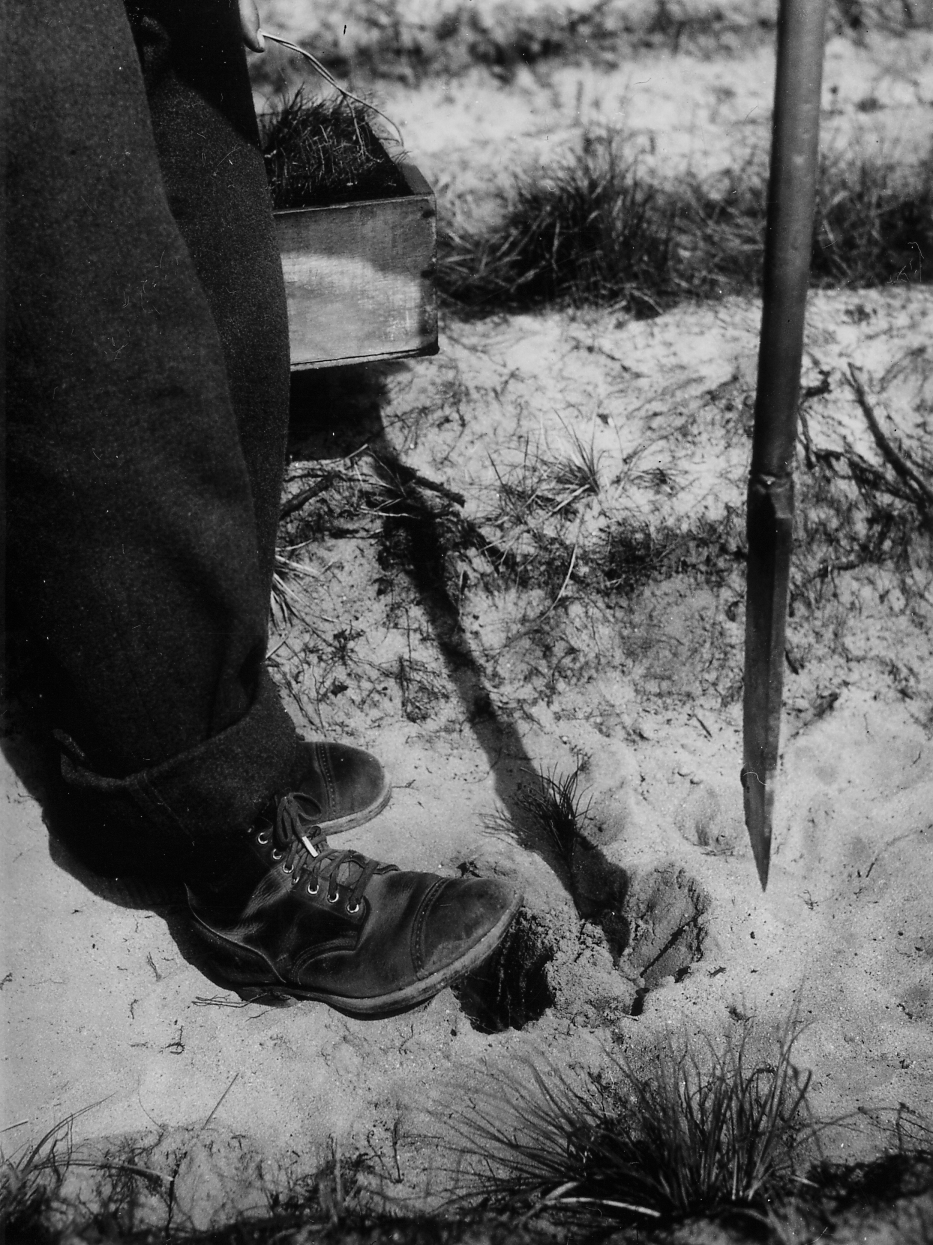
Fotografía del plantado de un árbol con la barra de plantado Míchigan - NARA - 2129003

Una barra para plantar árboles es una herramienta utilizada por silvicultores para plantar árboles, especialmente en forestación o reforestación a gran escala. Es muy ergonómica, porque acelera grandemente el plantado y evita los dolores de espalda.